# کلمبیا سیتی (سیتل)
کلمبیا سیتی (به انگلیسی: Columbia City) یک منطقهٔ مسکونی در ایالات متحده آمریکا است که در سیاتل، واشینگتن واقع شده‌است. کلمبیا سیتی ۱۳٬۰۳۱ نفر جمعیت دارد.